# Rudolf Kramp
Rudolf Kramp (ur. 4 października 1892, zm. 25 stycznia 1946) – zbrodniarz nazistowski, zastępca komendanta żydowskiego getta w Łodzi i członek załogi obozu zagłady Kulmhof.
Został skazany na karę śmierci w grudniu 1945 przez polski sąd. Wyrok wykonano przez powieszenie 25 stycznia 1946.